# World Human Powered Speed Challenge

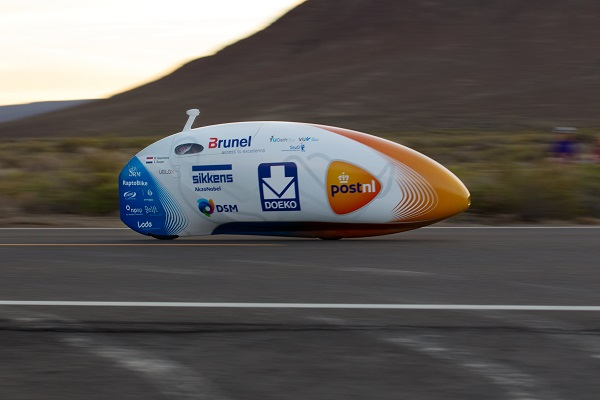
VeloX3 van het Human Power Team waarmee Sebastiaan Bowier bij de mannen tijdens de WHPSC 2013 het wereldrecord 200 meter vliegende sprint verbeterde naar zo'n 133 km/u.

De World Human Powered Speed Challenge (WHPSC) is een internationale wedstrijd voor ligfietsers in de Amerikaanse staat Nevada met als doel het verbreken van snelheidsrecords. Sinds de eerste editie in 2000 zijn er tal van records gevestigd.
De meerdaagse wedstrijd vindt jaarlijks plaats bij Battle Mountain op een stuk autoweg die speciaal voor het evenement wordt afgezet. Het lange, rechte parcours ligt op circa 1400 meter hoogte, heeft nauwelijks een hellingsgraad en is voorzien van glad asfalt. In de wedstrijd wordt gepoogd snelheidsrecords te verbreken met gestroomlijnde ligfietsen (velomobielen). Onder de deelnemers bevinden zich teams die verbonden zijn aan universiteiten met zelfontwikkelde velomobielen en gerenommeerde wielrijders.

## Recordverloop mannen
Tijdens de editie van 2013 werd bij de mannen met vliegende start door het Nederlandse Human Power Team met Sebastiaan Bowier een snelheid bereikt van ongeveer 133 km/u. In 2016 verbeterde het Canadese team AeroVelo het wereldsnelheidsrecord naar zo'n 144 km/u door hun wielrijder Todd Reichert. 

## Recordverloop vrouwen
Tijdens de editie 2010 bracht de Française Barbara Buatois het record op ruim 121 km/u. In de editie 2019 werd het record eerst door de Nederlandse Rosa Bas van het Human Power Team Delft & Amsterdam verbeterd naar ruim 122 km/u. Enkele dagen later reed Ilona Peltier, studente van de Annecy University Institute of Technology, het nieuwe record met 126,52 km/u.